# Saint-Lubin-de-Cravant
Saint-Lubin-de-Cravant är en kommun i departementet Eure-et-Loir i regionen Centre-Val de Loire strax norr om centrala Frankrike. Kommunen ligger i kantonen Brezolles som tillhör arrondissementet Dreux. År 2022 hade Saint-Lubin-de-Cravant 55 invånare.

## Befolkningsutveckling
Antalet invånare i kommunen Saint-Lubin-de-Cravant
Referens:INSEE